# 韋日齊亞
51°33′56″N 27°5′49″E / 51.56556°N 27.09694°E
韋日齊亞（烏克蘭語：Вежиця），是烏克蘭西北部的村莊，隸屬里夫內州的薩爾內區。該村始建於1400年，面積1.24平方公里，海拔高度145米，2001年人口1,105，人口密度每平方公里739.3人。